# Argyrosauridae
Gli Argyrosauridae sono una famiglia di grandi dinosauri sauropodi titanosauri vissuti nel Cretaceo superiore, circa 99.6-93.5 milioni di anni fa (Cenomaniano), in Argentina ed Egitto. Il gruppo è stato recuperato come monofiletico, includendo i generi Argyrosaurus e Paralititan.